# Vlieland (schip, 2005)
Het MS Vlieland is de veerboot van de Nederlandse Rederij Doeksen die een regelmatige veerdienst onderhoudt tussen het waddeneiland Vlieland en Harlingen. De overtocht duurt 1 uur en 30 minuten.
In september 2003 werd begonnen met de bouw te Balamban (in de Filipijnse provincie Cebu), in opdracht van Rederij Doeksen. De Vlieland is op 27 januari 2005 te water gelaten en gedoopt. Het MS Vlieland voer op eigen kiel vanaf de Filipijnen via de Straat van Malakka, het Suezkanaal en de Straat van Gibraltar naar Harlingen. De zeereis begon op 11 mei 2005 en op 17 juni 2005 kwam het schip aan in Harlingen. Op 20 juli 2005 werd de Vlieland in dienst gesteld, ter vervanging van haar voorganger: Oost-Vlieland.

## Onderzoek
Vanaf mei 2009 tot begin 2012 fungeerde het schip als varend laboratorium voor Zee-instituut Imares van de Wageningen University & Research centre. In de machinekamer werd een kastje geplaatst, dat voortdurend monsters van plankton in de Waddenzee nam. Het nam via een leiding steeds slokjes zeewater. Het plankton in het water bleef dan achter een filmrol van gaas hangen.
Het doel van het onderzoek was het verkrijgen van exacte resultaten, omdat de samenstelling van plankton in de Waddenzee maar bij benadering bekend is. Doordat het zeewater opwarmt wordt het zuurder en daardoor verandert de samenstelling van plankton. Daarmee kan het verloop van de klimaatverandering worden nagegaan.

## Ernstige schade bij aanvaring in 2020
Op 12 maart 2020 heeft de MS Vlieland ernstige averij opgelopen bij het vertrek uit Harlingen. Het schip raakte lek en een van de machinekamers heeft water gemaakt. Motoren en andere apparatuur hebben schade opgelopen. Het schip is hersteld bij een werf in Harlingen en is op 21 augustus 2020 weer in gebruik genomen.

## Fotogalerij

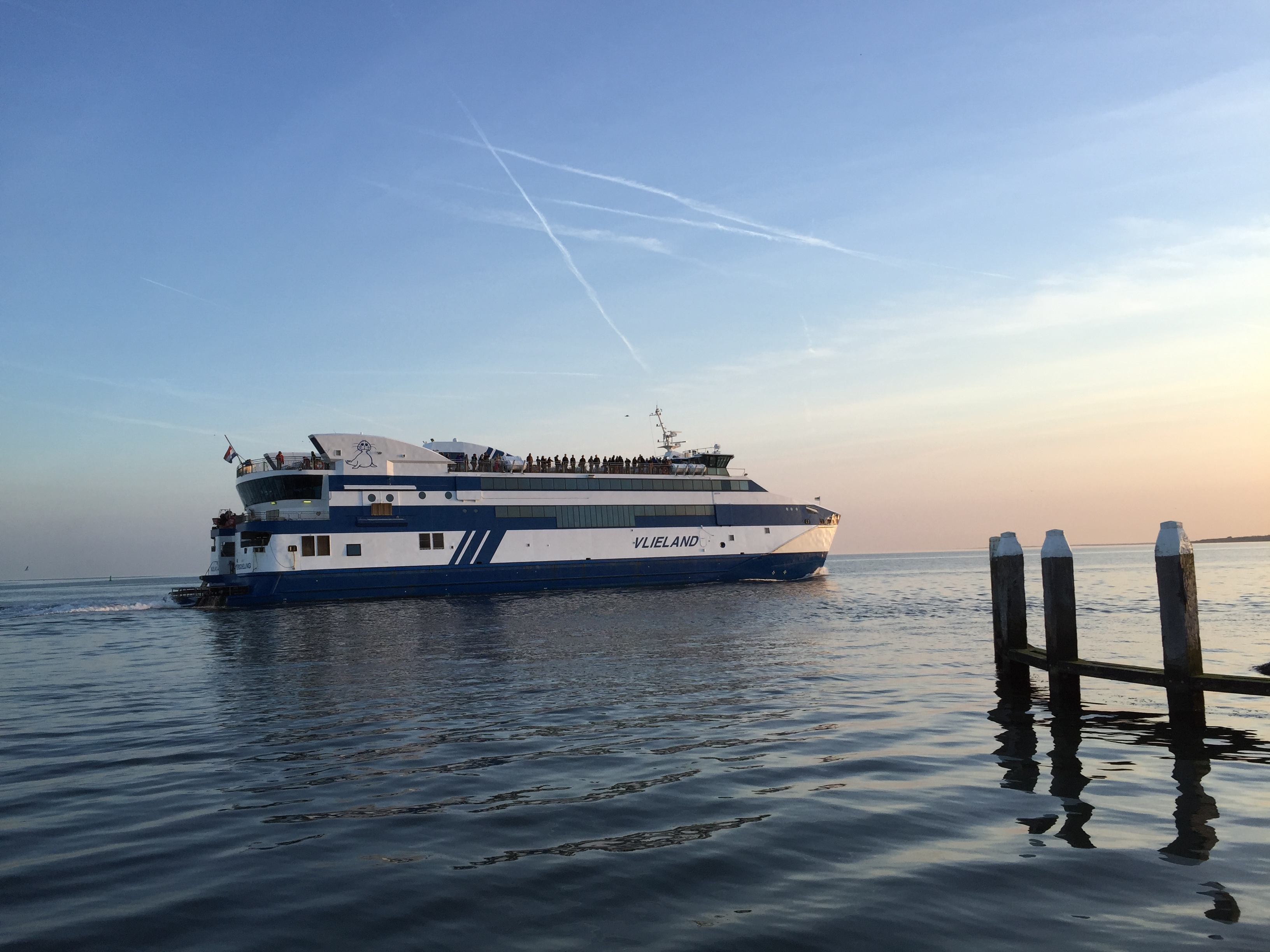
Aankomst veerboot in haven van Vlieland
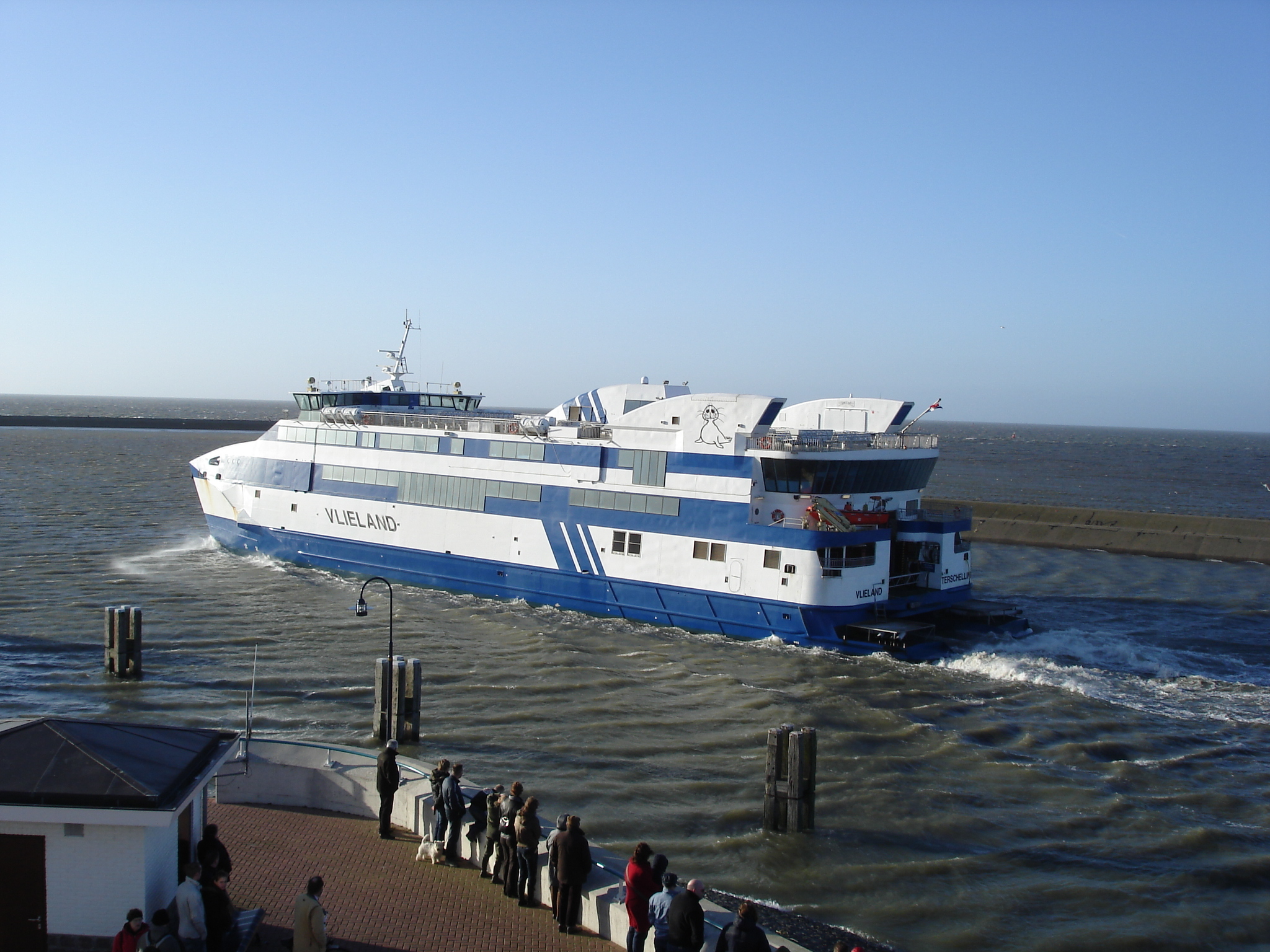
De Vlieland bij vertrek uit Harlingen
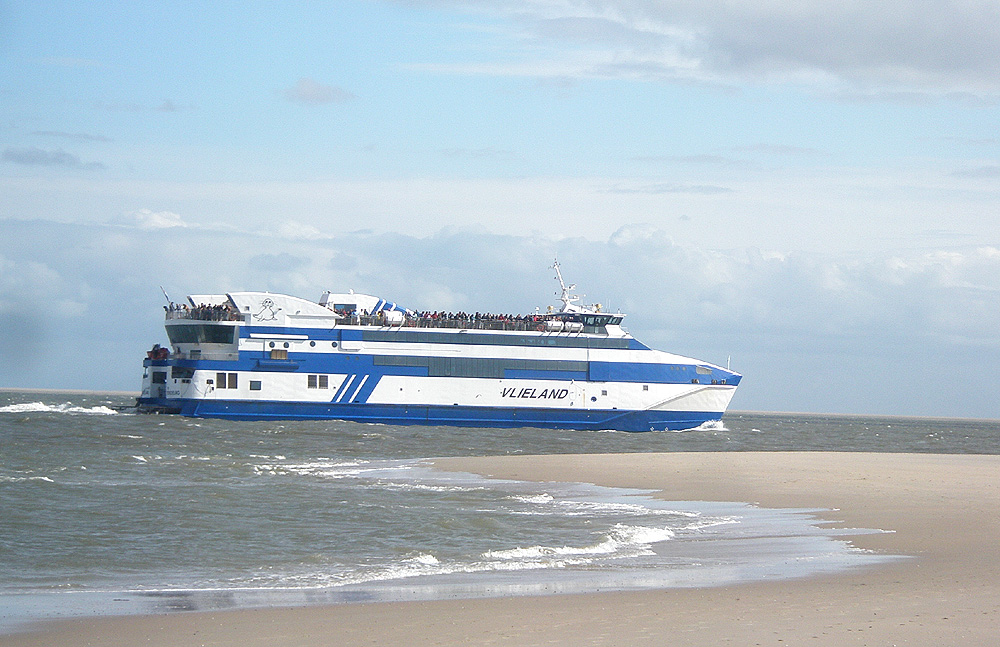
De Vlieland vaart dicht langs de oostelijke punt van het eiland Vlieland